# Tioga, Pennsylvania
Tioga là một thị trấn thuộc quận Tioga, tiểu bang Pennsylvania, Hoa Kỳ. Năm 2010, dân số của thị trấn này là 666 người.